# Tetsuya Chiba
Tetsuya Chiba (千葉 徹彌 of ちばてつや, Chiba Tetsuya, Chuo, 11 januari 1939) is een Japans mangaka die bekend is door zijn sportverhalen.

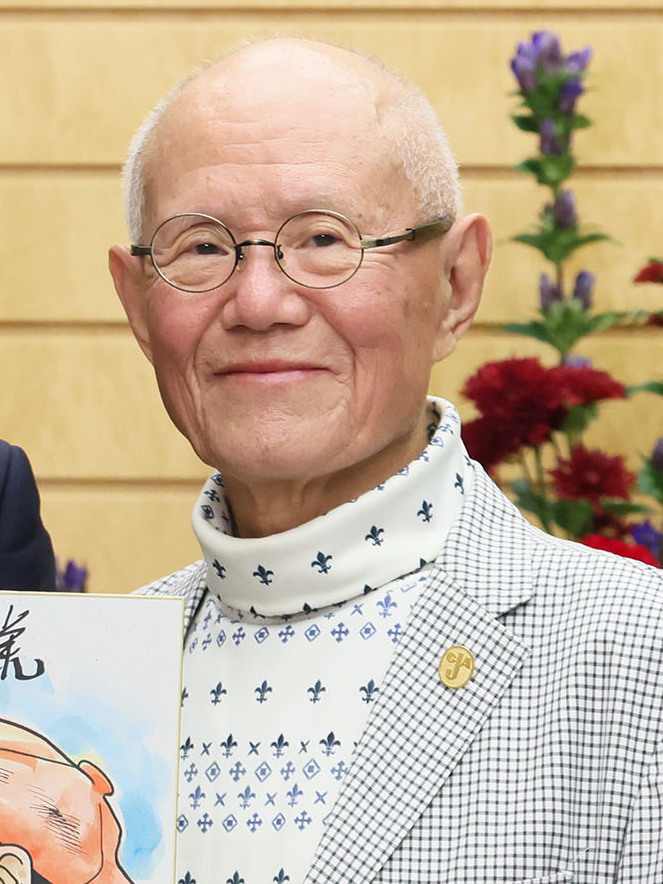

Chiba werd geboren te Chuo in Tokio, maar bracht zijn kindertijd door in Shenyang tijdens de Japanse kolonisatie van Noordoost-China tijdens de Tweede Chinees-Japanse Oorlog. Zijn vader werkte in een papierfabriek toen de familie in China verbleef. Twee van Chiba's broers zijn eveneens mangaka: Akio Chiba en Shigeyuki Chiba (pseudoniem Taro Nami). Chiba's best gekende manga zijn Ashita no Joe en Notari Matsutaro. Veel van zijn oude werken worden vandaag nog steeds uitgegeven vanwege hun blijvende populariteit. Chiba woont in Nerima.

## Biografie
Aan het einde van de Tweede Chinees-Japanse Oorlog woonde Chiba's familie op de zolder van een collega van Chiba's vader, dit in de wacht totdat ze terug naar Japan konden keren. Tijdens zijn lagere schooltijd richtte Chiba in 1950 een mangaclub op met zijn vrienden. Hij tekende zijn eerste officiële manga getiteld Fukushu no Semushi in 1956. In 1958 maakte Chiba zijn professionele debuut met Butokai no Shojo in Shojo Book. Tijdens de jaren 1960 tekende hij zowel shonen als shojo werken. In 1965 huwde Chiba met zijn echtgenote Yukiko. Hij is bevriend met mangaka Hagio Moto en Leiji Matsumoto.
Chiba won verscheidene prijzen voor zijn oeuvre. Hij won onder meer de Kodansha Kindermangaprijs voor 1, 2, 3, & 4, 5, 6, de Kodansha Cultuurprijs voor Ore wa Teppei en de Japanese Cartoonist Association Award en de Shogakukan Manga-prijs voor Notari Matsutaro. In 2001 ontving hij de Prijs van het Ministerie voor Educatie, Cultuur, Sport, Wetenschap en Technologie voor zijn werk in sportmanga voor jongeren. In juli 2012 werd hij aangesteld als voorzitter van de "Japan Mangaka Vereniging" nadat Takashi Yanase de post verliet vanwege gezondheidsproblemen. In de herfst van 2012 ontving Chiba de IVe Klasse met gouden stralen en rozet in de Orde van de Rijzende Zon van de Japanse overheid.
De reeksen Harris no Kaze, Ashita no Joe, Akane-chan, Ore wa Teppei, Ashita Tenki ni Naare en Notari Masutaro van Chiba's hand kregen allemaal anime bewerkingen. Yuki no Taiyou werd door Hayao Miyazaki in 1972 verwerkt tot een kortfilm. Deze film was Miyazaki's solodebuut als regisseur. In juni 2016 werd Kaze no Yo ni ook verwerkt tot een animatiefilm.

## Oeuvre
- Chikai no Makyu (Weekly Shonen Magazine, Kodansha, januari 1961–december 1962, ontworpen door Kazuya Fukumoto)
- 1•2•3 to 4•5•Roku (Shojo Club, Kodansha, januari–december 1962)
- Shidenkai no Taka (Weekly Shonen Magazine, juli 1963-januari 1965)
- Harris no Kaze (Weekly Shonen Magazine, april 1965-november 1967)
- Misokkasu (Shojo Friend, Kodansha, augustus 1966-augustus 1967)
- Ashita no Joe (Weekly Shonen Magazine, januari 1968-juni 1973, geschreven door Asao Takamori)
- Akane-chan (Shojo Friend, april 6, 1968-September 29, 1968)
- Kaze no Yo ni (Shojo Friend, 1969)
- Hotaru Minako (Weekly Shonen Magazine, september 1972)
- Ore wa Teppei (Weekly Shonen Magazine, augustus 1973-april 1980)
- Notari Matsutaro (Big Comic, Shogakukan, augustus 1973-juni 1993 en oktober 1995-mei 1998)
- Ashita Tenki ni Naare (Weekly Shonen Magazine, januari 1981-mei 1991)
- Shonen yo Racket o Idake (Weekly Shonen Magazine, mei 1992-juni 1994)

- Bibliothèque nationale de France: cb16227034r (data)
- CiNii: DA02458881
- Gemeinsame Normdatei: 173273971
- International Standard Name Identifier: 0000 0000 8137 5437
- Library of Congress Control Number: nr98029246
- Bibliotheek van het Japanse parlement: 00083986
- Istituto Centrale per il Catalogo Unico: RAVV434165
- Système universitaire de documentation: 160831679
- Virtual International Authority File: 58996739
- WorldCat: E39PBJmP4JFHF9Pvd6FTdg8cT3